# 蔡壽星
蔡壽星，原名仲輝，字樞南，號蓮汀，福建省臺灣府彰化縣人，清朝政治人物、同進士出身。
光緒十二年（1886年），参加光緒丙戌科殿試，登進士三甲64名。同年五月，著主事分部学习。